# منطقة مركز دير الزور
منطقة دير الزور منطقة سورية إدارية تتبع محافظة دير الزور ومركزها مدينة دير الزور، بلغ تعداد سكان المنطقة 492,434 نسمة حسب التعداد السكاني لعام 2004.

## نواحي منطقة دير الزور
- ناحية مركز دير الزور
- ناحية البصيرة
- ناحية التبني
- ناحية خشام
- ناحية الصور
- ناحية كسرة
- ناحية موحسن